# Каменская бумажно-картонная фабрика
Каменская бумажно-картонная фабрика — предприятие целлюлозно-бумажной промышленности, расположенное в городе Кувшиново Тверской области, одно из старейших предприятий целлюлозно-бумажной отрасли в России. 

## История
Фабрика была основана в 1829 году (по другим данным — в 1799 году) как помещичья мануфактура в окрестностях села Каменное (ныне — город Кувшиново) помещиком В. П. Мусиным-Пушкиным. Первоначально фабрика специализировалась на выпуске обёрточной бумаги для сахара. В 1840-е годы перешла во владение семьи Дуббельтов, а в 1870-е годы — семьи Кувшиновых. 
В конце 1900-х — начале 1910-х была построена железнодорожная линия от Торжка. В 1918 году фабрика была национализирована, в 1935 году ей присвоено имя С. М. Кирова. 
В 1941 году около 400 работников фабрики были призваны на фронт, а сама фабрика эвакуирована на Урал. Но уже в 1943 году в Кувшиново было возоблено производство. Фабрика является градообразующим предприятием. 
В 1993 году фабрика была приватизирована и преобразована в акционерное общество, в 2003 году — вошла в состав российского холдинга SFT group.